# Охаба-Сибишел (Хунедоара)
Охаба-Сибишел (рум. Ohaba-Sibișel) насеље је у Румунији у округу Хунедоара у општини Рау де Мори. Oпштина се налази на надморској висини од 562 m.

## Становништво
Према подацима из 2002. године у насељу је живело 130 становника.

### Попис2002.
| Расподела становништва по националности 2002.‍ | Расподела становништва по националности 2002.‍ | Расподела становништва по националности 2002.‍ | Расподела становништва по националности 2002.‍ | Расподела становништва по националности 2002.‍ |
| --------------------------------------------- | --------------------------------------------- | --------------------------------------------- | --------------------------------------------- | --------------------------------------------- |
|                                               |                                               |                                               |                                               |                                               |
| Румуни                                        | Румуни                                        |                                               | 108                                           | 83,1%                                         |
| Роми                                          | Роми                                          |                                               | 22                                            | 16,9%                                         |